# Fundación Alternativas
La Fundación Alternativas es un laboratorio de ideas español de carácter progresista e independiente, nacido en 1997 con la voluntad de ser un cauce de incidencia y reflexión política, social, económica y cultural en España y Europa, en el marco de una mundialización creciente. 
El objetivo central de los impulsores es el análisis y definición de nuevas ideas, dirigiéndose al encuentro de los ciudadanos y del conjunto de la sociedad. Su tarea se centra, además, en hacer propuestas a los partidos políticos y otros actores económicos y sociales con la intención de que estos las incorporen a la toma de decisiones.
El 25 de noviembre de 2017, la Fundación Alternativas celebró su vigésimo aniversario. En febrero de 2021 la Universidad de Pensilvania la considera el 104 mejor laboratorio de ideas del mundo, en la lista de los 11.175 mejores que confecciona.

## Organización
Equipo de dirección:
- Presidente: Manuel Gutiérrez Aragón
- Vicepresidente Ejecutivo y Director: Diego López Garrido
- Presidente honorífico: Pere Portabella

La Fundación Alternativas tiene cuatro departamentos de trabajo que abarcan todas las políticas públicas, tanto desde un enfoque nacional como europeo y global:
- El Laboratorio de Alternativas aparece como el lugar de reflexión desde donde se pretende impulsar la elaboración de propuestas rigurosas a cuestiones que preocupen a los ciudadanos. Su director es Jesús Ruíz-Huerta.

- El Observatorio de Política Exterior (OPEX) se dedica al análisis y elaboración de propuestas sobre política exterior española y el seguimiento de la misma en el marco europeo y global. Su director es Vicente Palacio.

- Estudios de Progreso es un programa dirigido a jóvenes investigadores con el fin de que puedan aportar nuevas ideas y alternativas a los problemas contemporáneos.

- El Observatorio de Cultura y Comunicación (OCC-FA) se encarga de estudiar, analizar y plantear iniciativas en los sectores de cultura y comunicación, tanto en España y la Unión Europea, como en Iberoamérica y territorios hispanos de Estados Unidos. Su director es Diego López Garrido.

- El Área de Sostenibilidad analiza de forma independiente y crítica la situación de los sectores más importantes del país desde el punto de vista del medio ambiente, y lleva a cabo trabajos de investigación para mejorar el conocimiento y afrontar los grandes desafíos ambientales de nuestra época, como el calentamiento global. Su coordinador es José Luis de la Cruz Leiva.

Entre los miembros del Patronato de la Fundación, desde su renovación en febrero de 2020, figuran Manuela Carmena, María Blasco Marhuenda, Felipe González, Rosa Regás, Javier Solana, Francisca Sauquillo, o María Emilia Casas, entre otros.

## Actividades
Coloquio del 8 de febrero de 2021 con ponencia de Javier Solana titulada EEUU y China: ¿pueden convivir? Los retos para la UE, y con la participación de invitados en mesa de preguntas.